# Alpi austriache
Le Alpi austriache sono la parte delle Alpi che si trova nel territorio dell'Austria, a nord delle Alpi italiane orientali. Del sistema alpino interessano l'Austria le Alpi Orientali nella sua triplice suddivisione (Alpi Nord-orientali, Alpi Centro-orientali e Alpi Sud-orientali). Tre quinti del paese sono occupati da territorio alpino. Muovendosi verso oriente l'altitudine dei rilievi delle Alpi Orientali cala progressivamente in direzione dei Carpazi e della pianura ungherese. Praticamente tutti i Länder austriaci (eccetto Vienna) sono interessati dalla presenza di montagne alpine.

## Classificazione

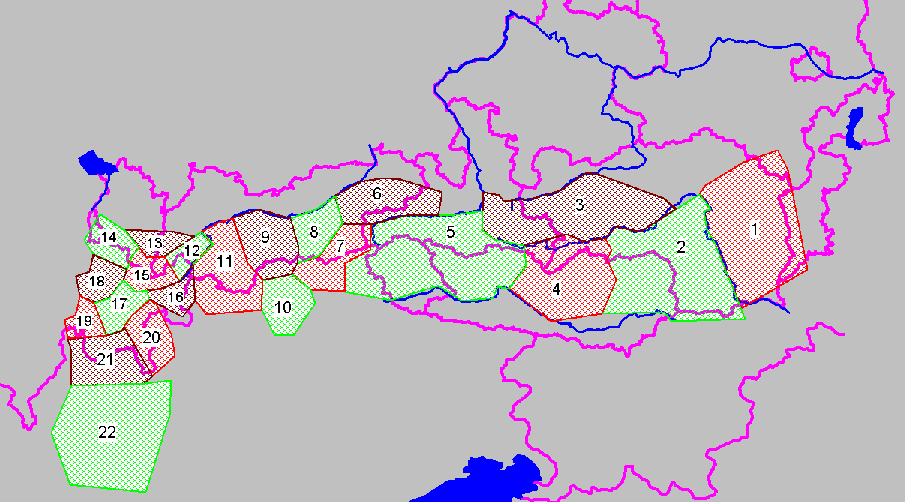
Classificazione delle Alpi Centro-orientali secondo il Club alpino tedesco-austriaco.

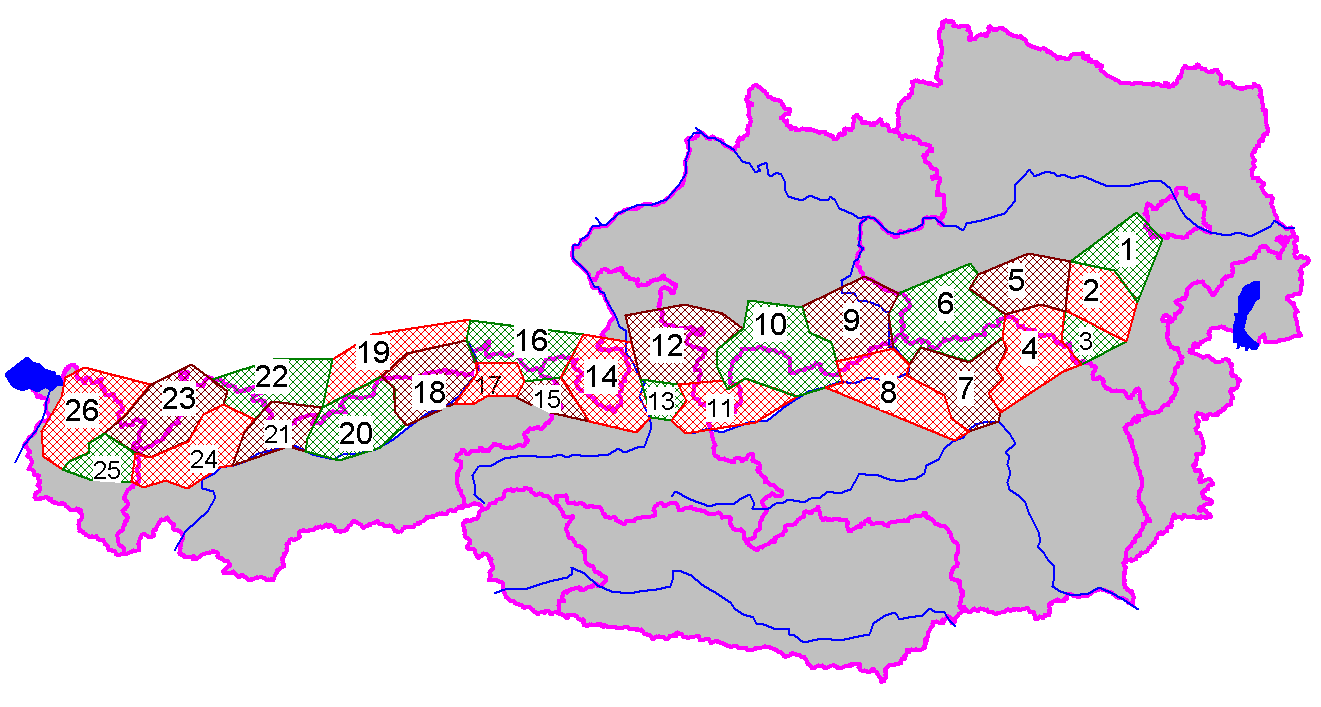
Classificazione delle Alpi Nord-orientali secondo il Club alpino tedesco-austriaco.

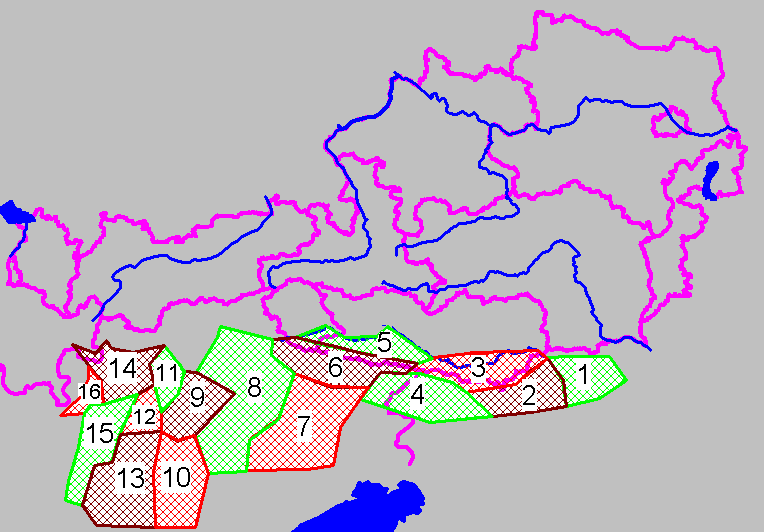
Classificazione delle Alpi Sud-orientali secondo il Club alpino tedesco-austriaco.

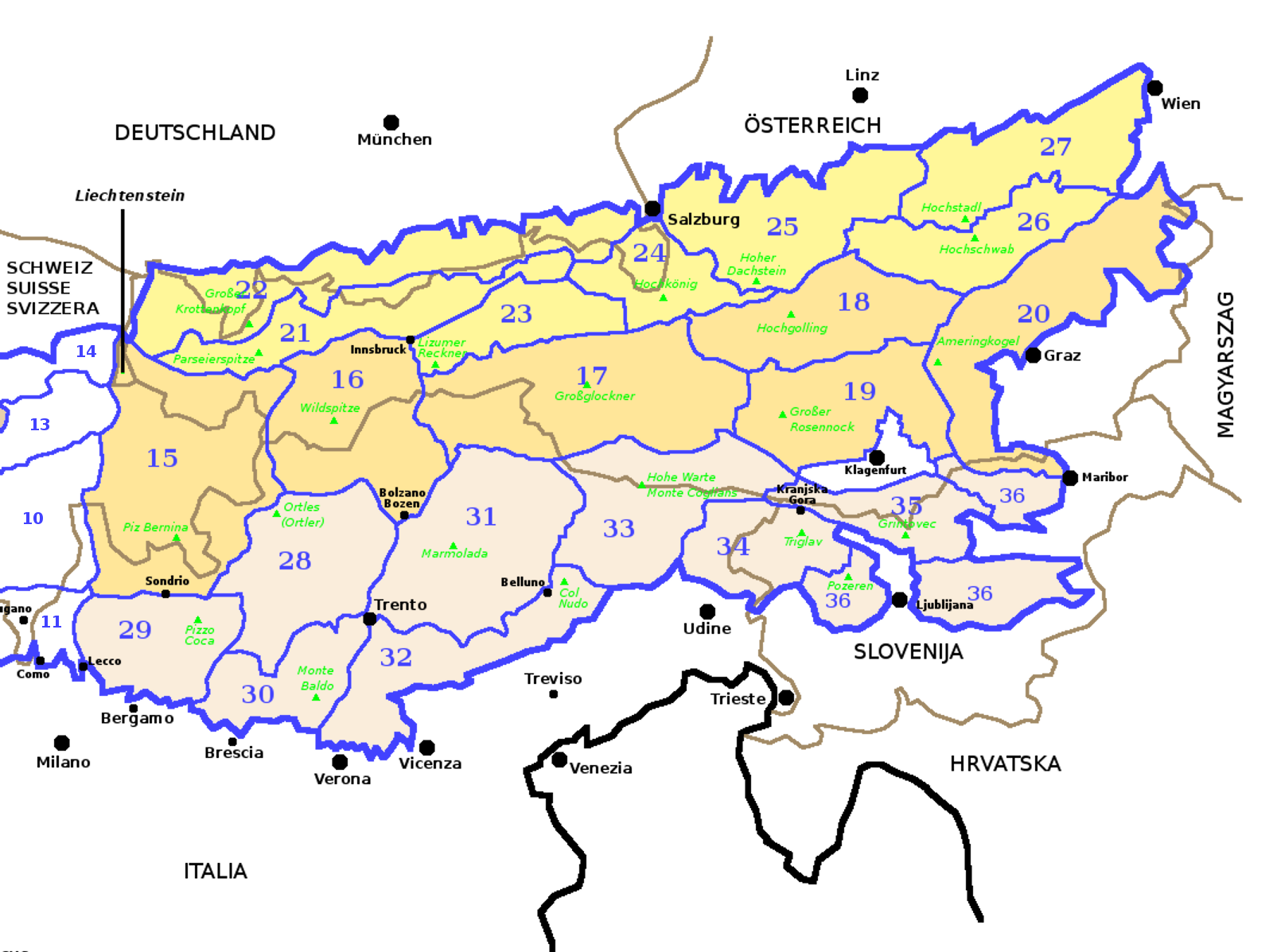
Le Alpi Orientali secondo la SOIUSA.

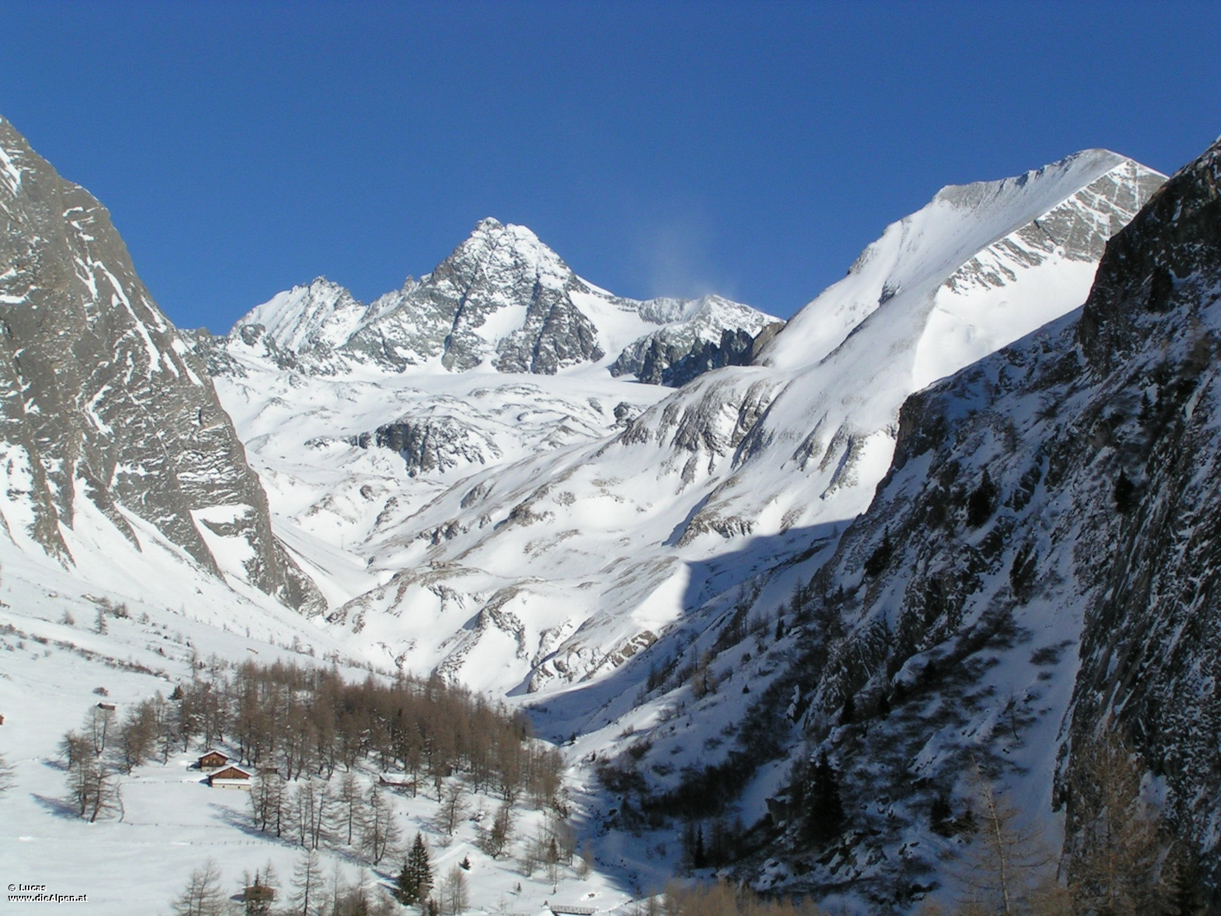
Großglockner

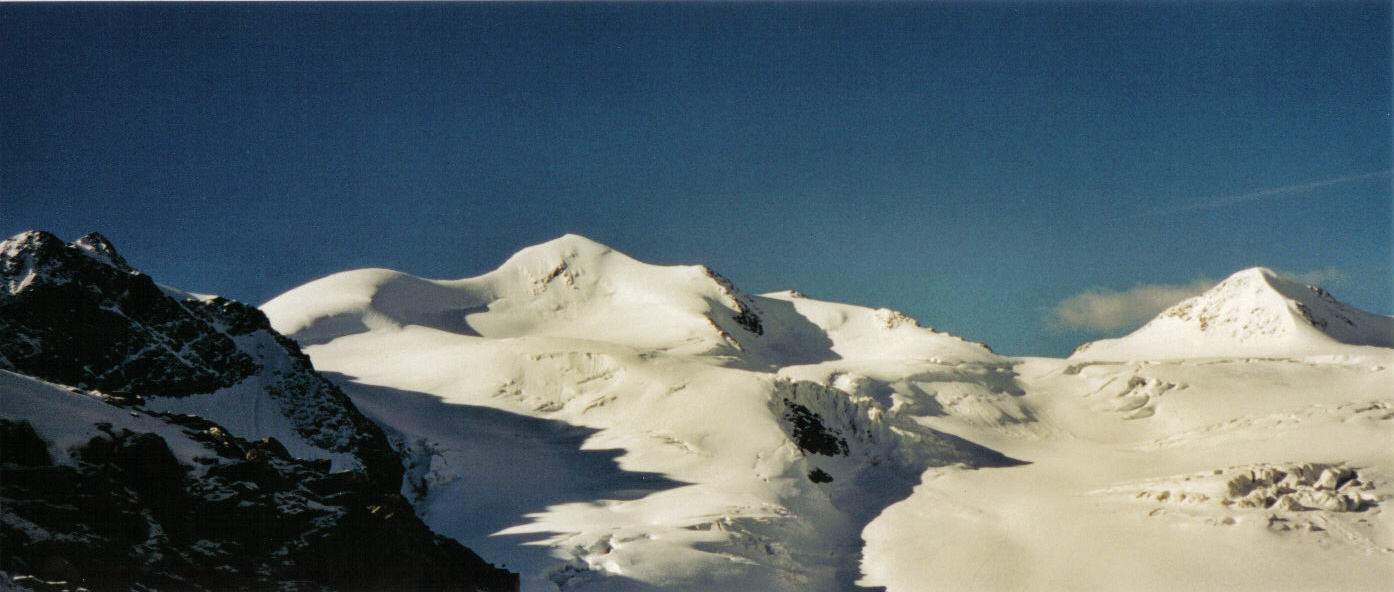
Wildspitze

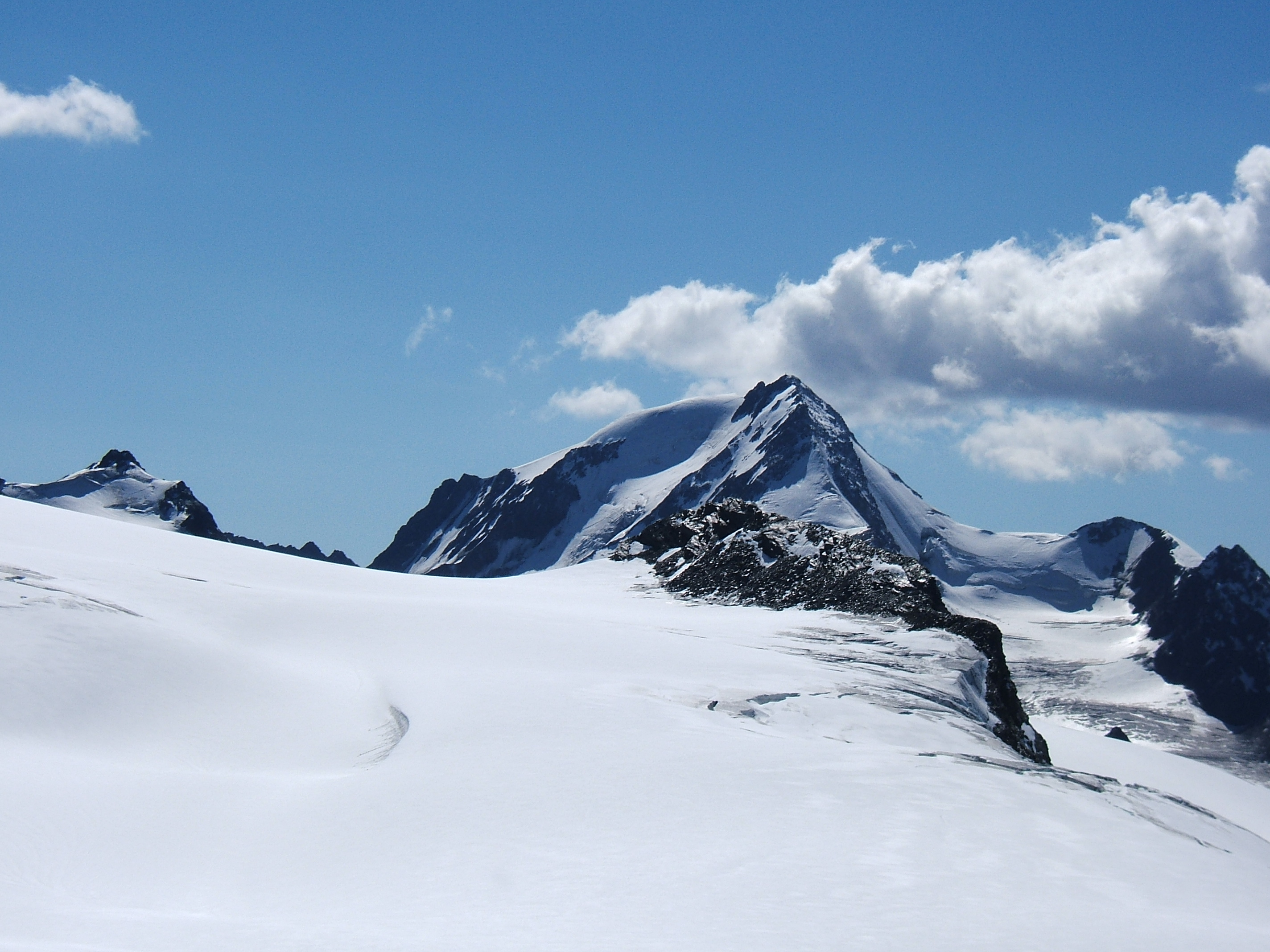
Palla Bianca

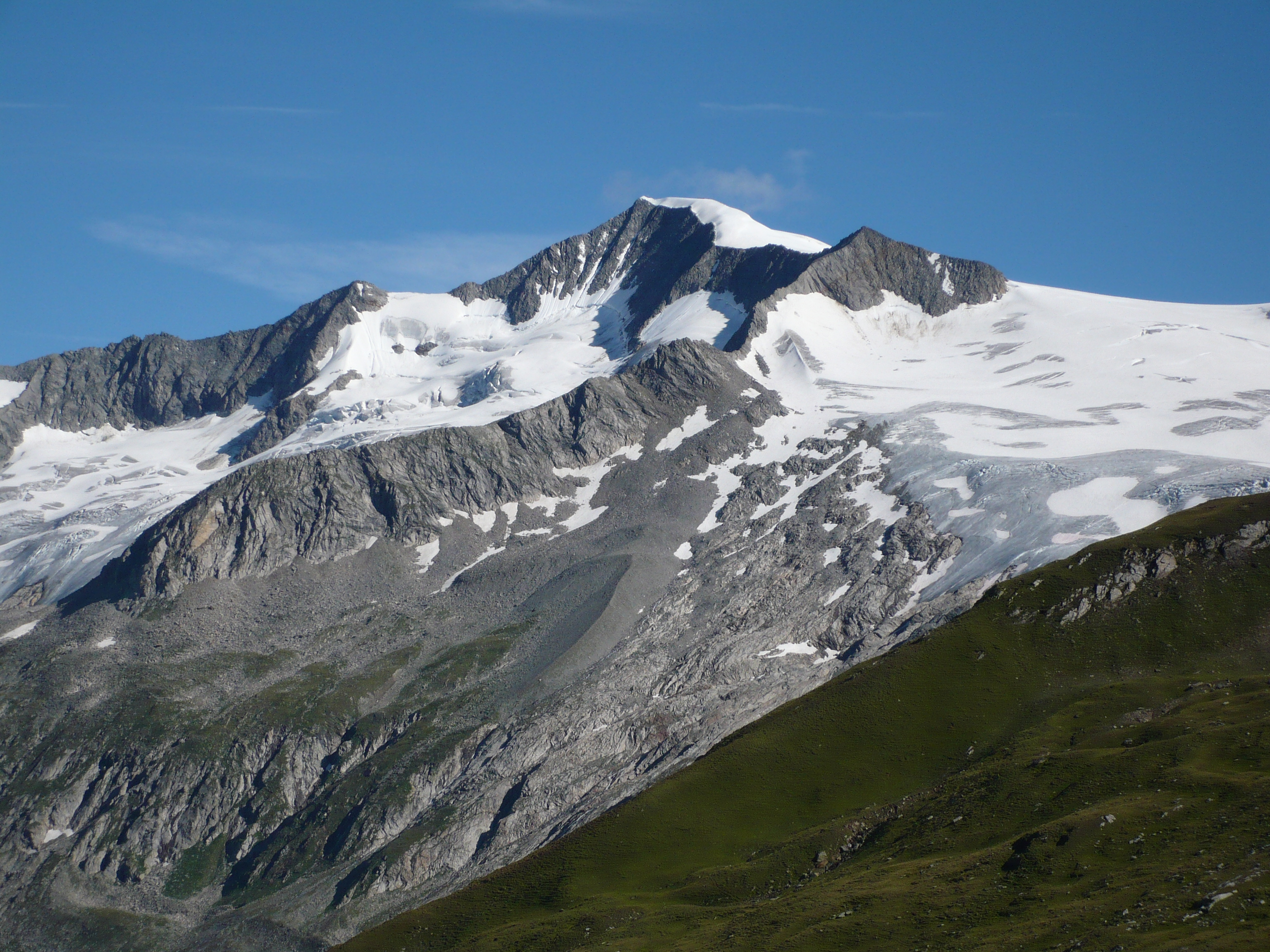
Großvenediger

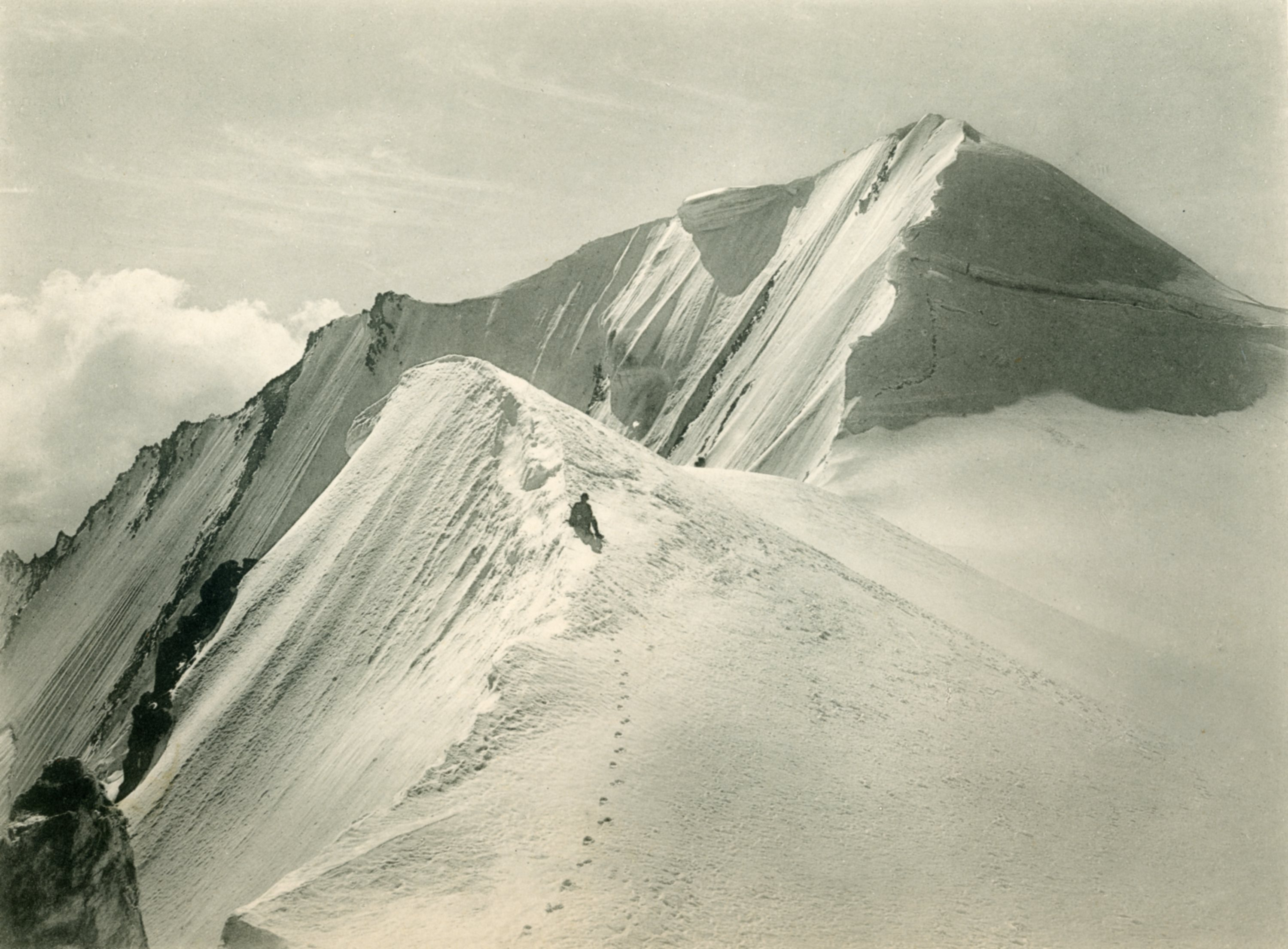
Gran Pilastro

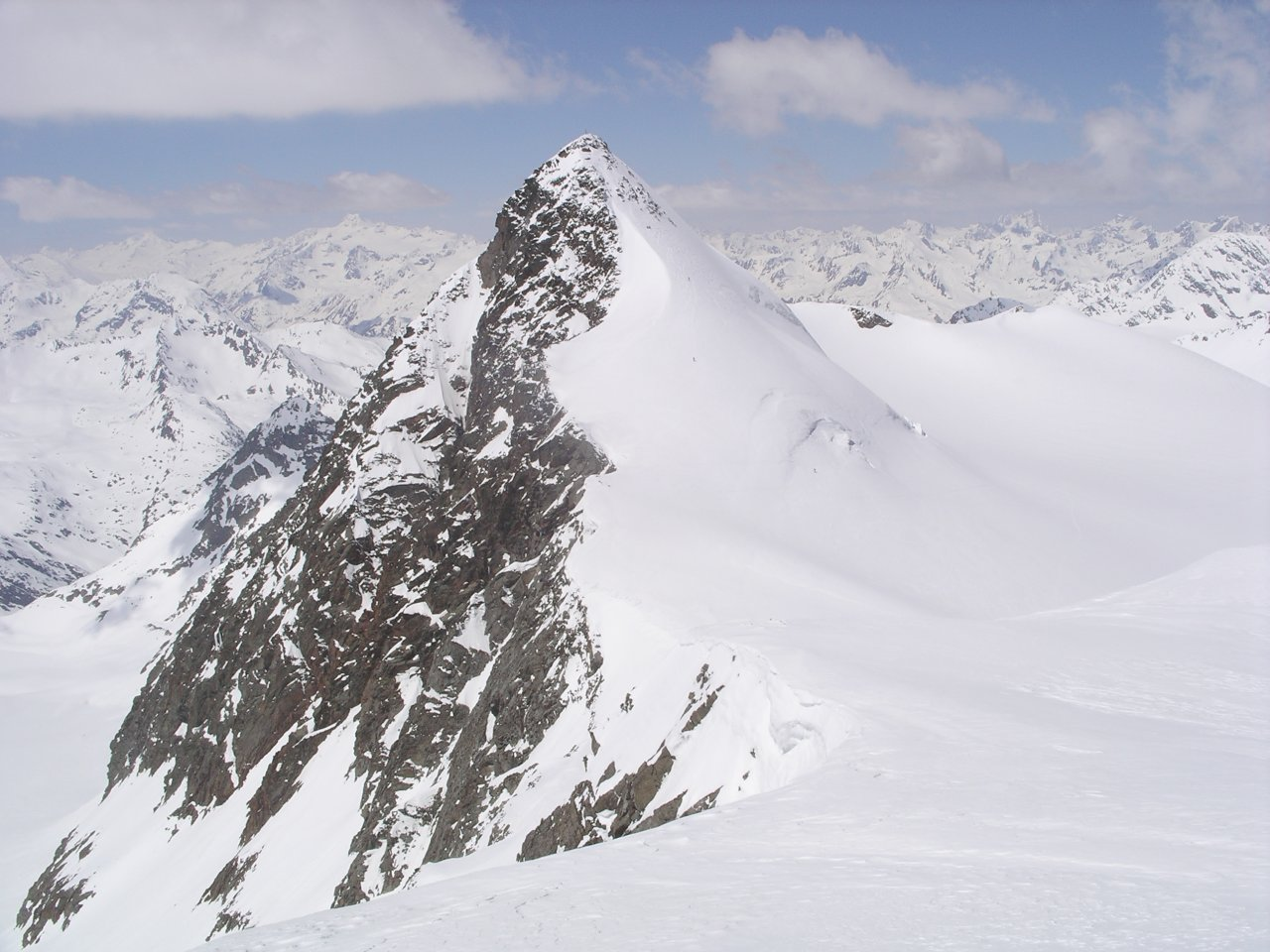
Pan di Zucchero

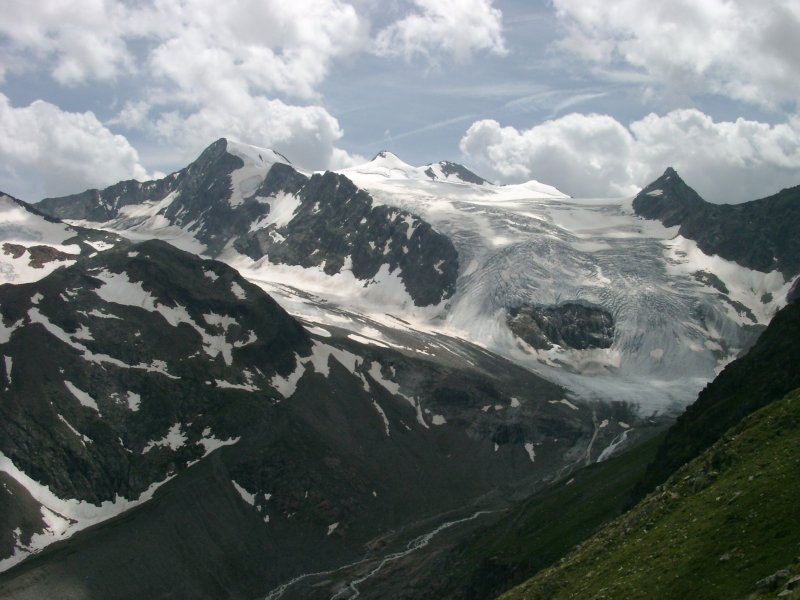
Cima del Prete

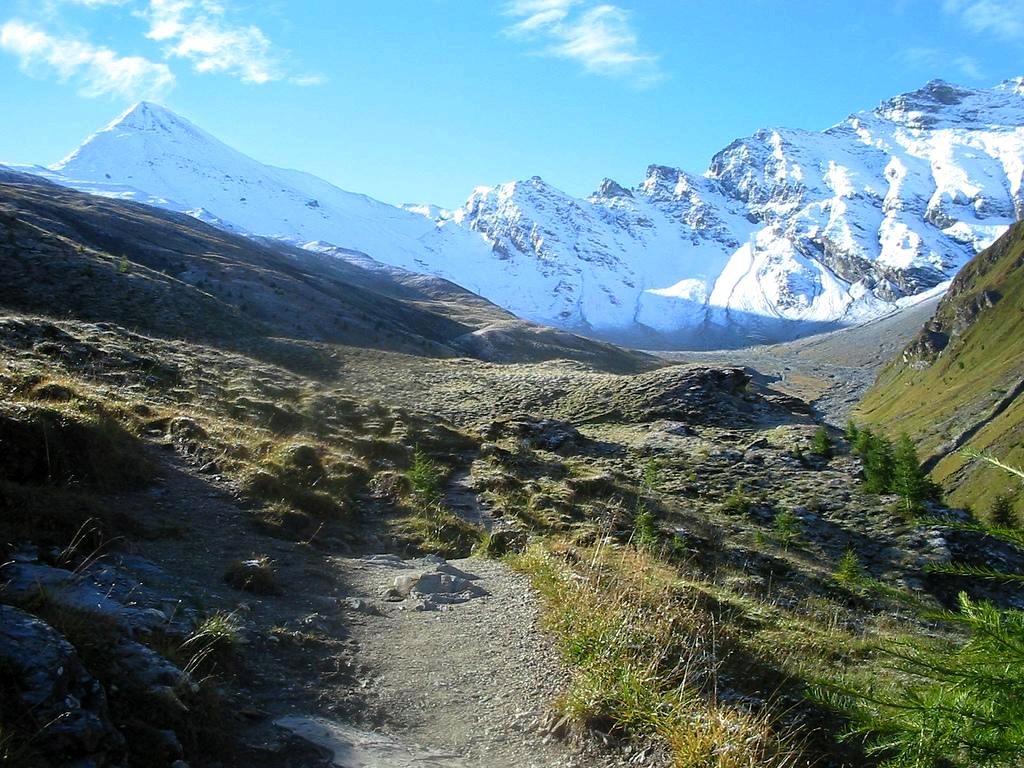
Muttler

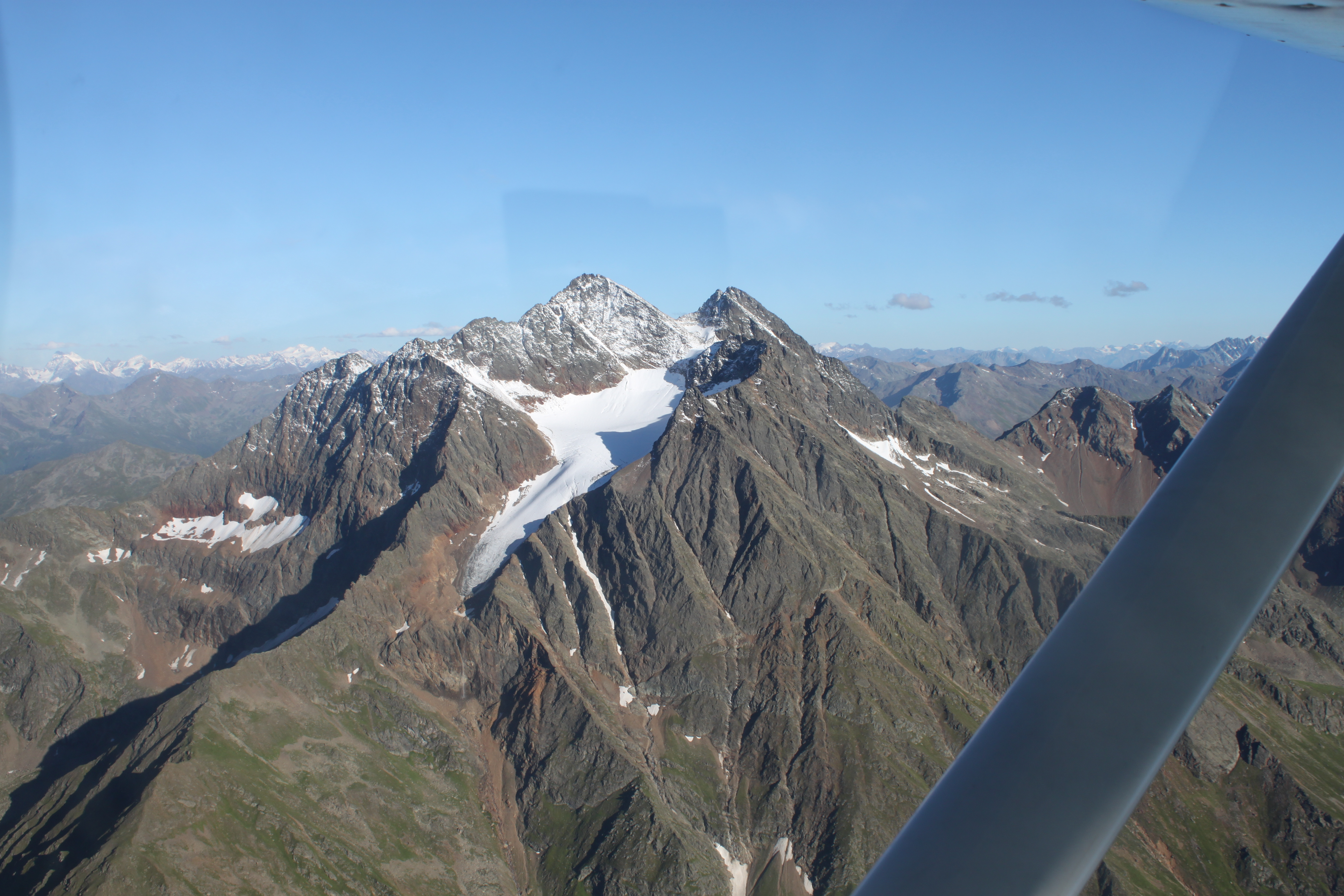
Hoher Riffler

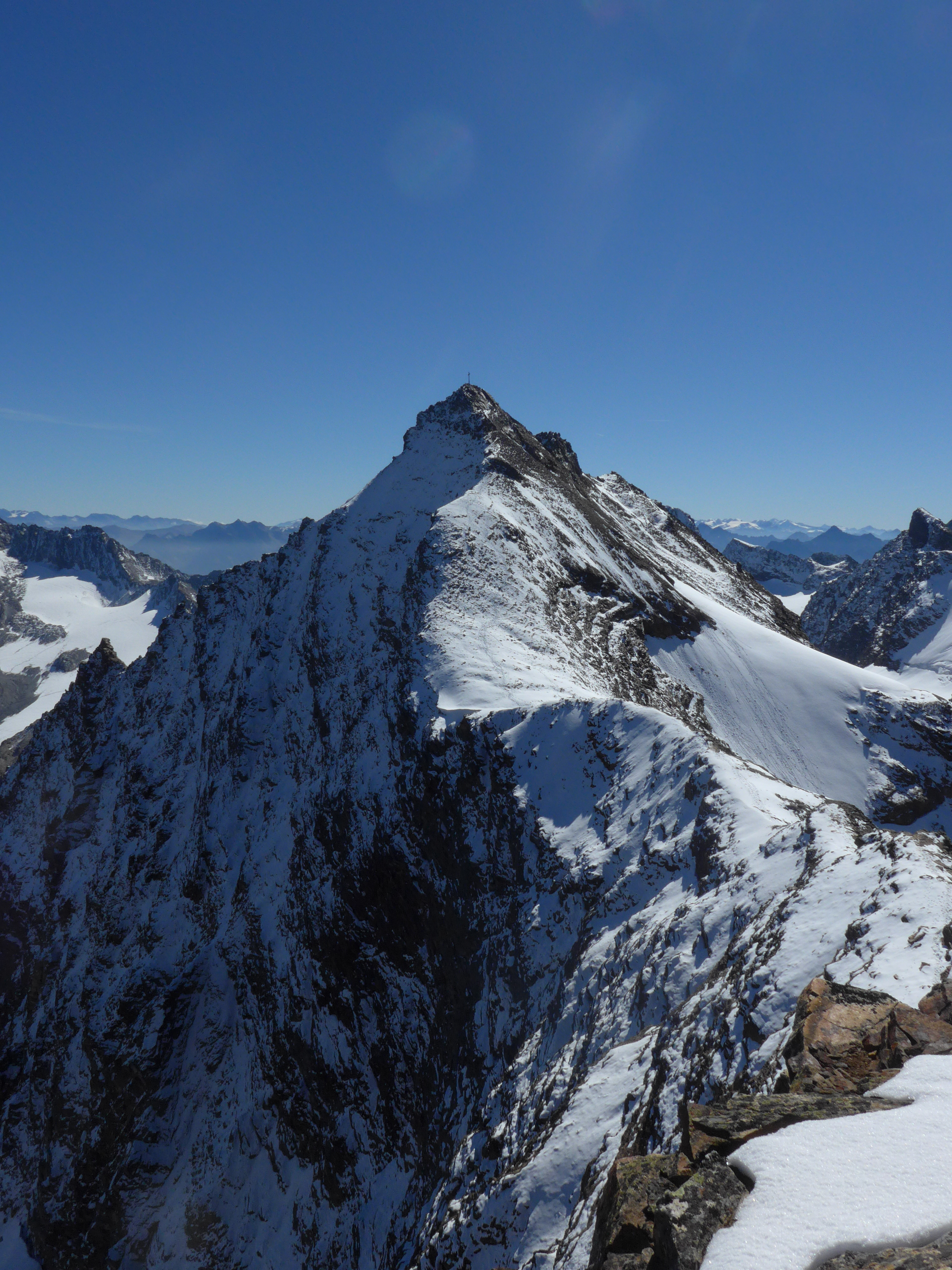
Monte Silvretta

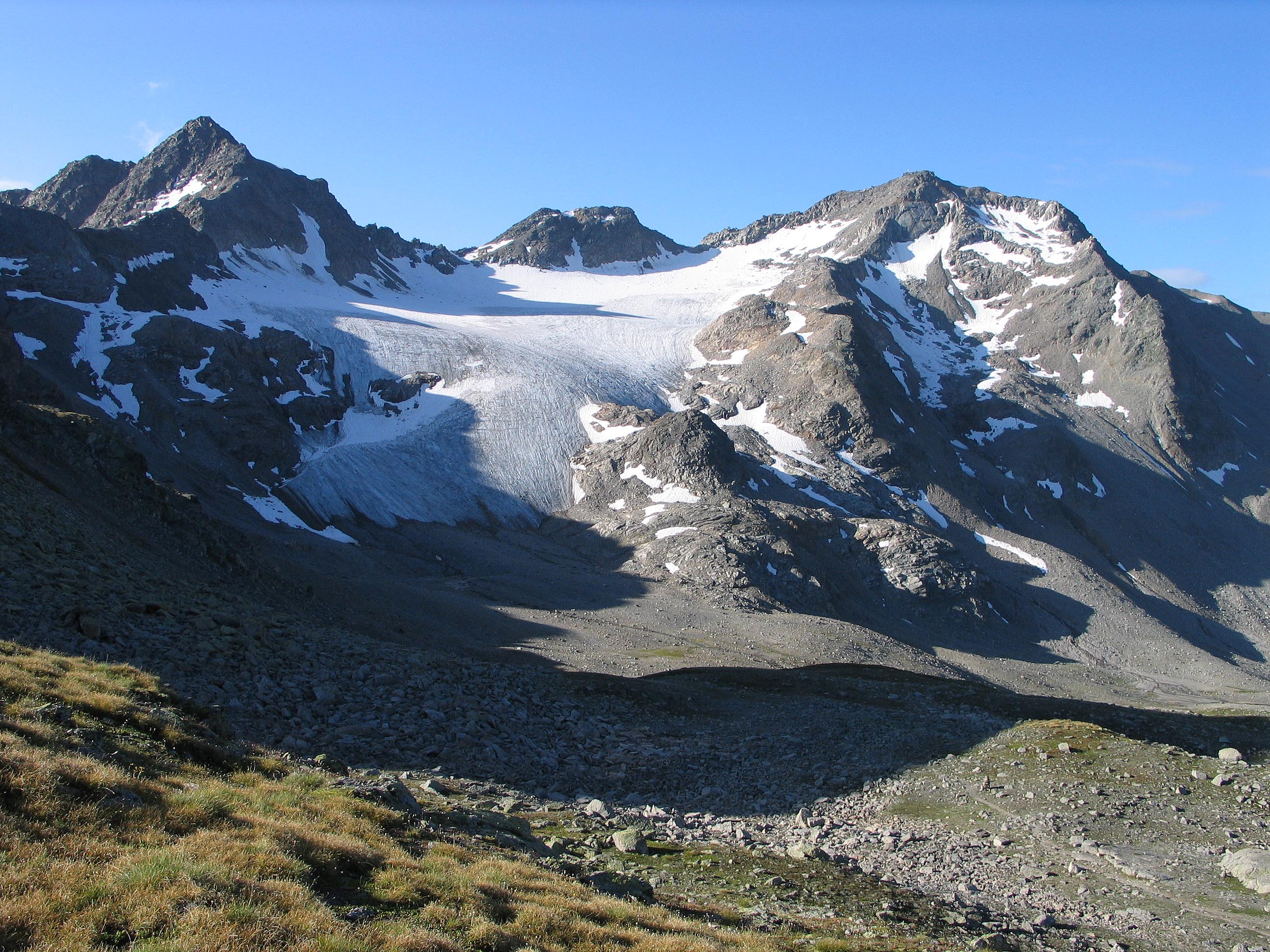
Piz Sesvenna

Le Alpi austriache sono classificate in modo molto differente nelle varie classificazioni alpine.

### Partizione delle Alpi
La Partizione delle Alpi del 1926 individua le seguenti sezioni alpine che interessano l'Austria:
- Alpi Retiche
- Alpi Bavaresi
- Alpi Noriche
- Alpi Carniche
- Caravanche
- Alpi Salisburghesi
- Alpi Austriache (propriamente dette)
- Prealpi di Stiria

In particolare definisce come Alpi austriache la sezione alpina n. 24 formata dai seguenti gruppi:
- Totes Gebirge
- Gruppo del Pyhrgass
- Sengsengebirge
- Alpi di Ennstaler
- Hochschwab
- Raxalpe
- Schneeberg
- Prealpi dell'Ötscher
- Selva Viennese.

### Classificazione dell'AVE
Secondo la classificazione del Club alpino tedesco-austriaco Alpenvereinseinteilung der Ostalpen (AVE) si individuano in Austria una serie di massicci appartenenti alle Alpi Centro-orientali, alle Alpi Nord-orientali e alle Alpi Sud-orientali.
Alle Alpi Centro-orientali appartengono i seguenti massicci che interessano il territorio austriaco:
- Montagne ad est della Mura (comprendenti Hochwechsel, Alpi di Fischbach, Grazer Bergland) (1)
- Alpi di Lavanttal (2)
- Bassi Tauri (3)
- Alpi di Gurktal (4)
- Alti Tauri (5)
- Alpi di Kitzbühel (6)
- Alpi della Zillertal (7)
- Prealpi del Tux (8)
- Alpi dello Stubai (9)
- Alpi dell'Ötztal (11)
- Massiccio di Samnaun (12)
- Massiccio di Verwall (13)
- Rätikon (14)
- Gruppo del Silvretta (15)
- Catena di Sesvenna (16).

Alle Alpi Nord-orientali appartengono i seguenti massicci che interessano il territorio austriaco:
- Wienerwald (1)
- Alpi di Gutenstein (2)
- Rax et Schneeberg (3)
- Alpi di Mürzsteg (4)
- Alpi di Türnitz (5)
- Alpi d'Ybbstal (6)
- Massiccio del Hochschwab (7)
- Alpi d'Ennstal (8)
- Prealpi dell'Alta Austria (9)
- Massiccio Mort (tedesco: Totes Gebirge) (10)
- Massiccio del Dachstein (11)
- Massiccio del Salzkammergut (12)
- Massiccio di Tennen (13)
- Alpi di Berchtesgaden (14)
- Massicci di Lofer e Leogang (15)
- Alpi del Chiemgau (16)
- Massiccio dell'Empereur (tedesco: Kaisergebirge) (17)
- Alpi di Brandenberg (18)
- Karwendel (20)
- Wetterstein (21)
- Alpi d'Ammergau (22)
- Alpi dell'Algovia (23)
- Alpi della Lechtal (24)
- Massiccio di Lechquellen (25).

Infine alle Alpi Sud-orientali appartengono i seguenti massicci che interessano il territorio austriaco:
- Alpi kamniche (2)
- Caravanche (3)
- Alpi della Gail (5)
- Alpi Carniche (6).

La classificazione del Club alpino tedesco-austriaco ha il pregio di essere molto più precisa e rispettosa della natura orografica alpina rispetto alla Partizione delle Alpi. Perde però il concetto importante di sezione alpina che è molto appropriato nelle Alpi Occidentali.

### SOIUSA
Secondo la classificazione della SOIUSA insistono sul territorio austriaco le seguenti sezioni e sottosezioni alpine:
- Alpi Retiche occidentali (sezione n. 15)
  - Alpi della Val Müstair
  - Alpi del Silvretta, del Samnaun e del Verwall
  - Catena del Rätikon
- Alpi Retiche orientali (sezione n. 16)
  - Alpi Venoste
  - Alpi dello Stubai
- Alpi dei Tauri occidentali (sezione n. 17)
  - Alpi della Zillertal
  - Alti Tauri
  - Alpi Pusteresi
  - Gruppo del Kreuzeck
- Alpi dei Tauri orientali (sezione n. 18)
  - Tauri di Radstadt
  - Tauri di Schladming e di Murau
  - Tauri di Wölz e di Rottenmann
  - Tauri di Seckau
- Alpi di Stiria e Carinzia (sezione n. 19)
  - Alpi della Gurktal
  - Alpi della Lavanttal
- Prealpi di Stiria (sezione n. 20)
  - Prealpi nord-occidentali di Stiria
  - Prealpi sud-occidentali di Stiria
  - Prealpi centrali di Stiria
  - Prealpi orientali di Stiria
- Alpi Calcaree Nordtirolesi (sezione n. 21)
  - Alpi della Lechtal
  - Monti delle Lechquellen
  - Monti di Mieming e del Wetterstein
  - Monti del Karwendel
  - Alpi di Brandenberg
  - Monti del Kaiser
- Alpi Bavaresi (sezione n. 22)
  - Prealpi di Bregenz
  - Alpi dell'Algovia
  - Alpi dell'Ammergau
  - Alpi del Chiemgau
- Alpi Scistose Tirolesi (sezione n. 23)
  - Prealpi del Tux
  - Alpi di Kitzbühel
- Alpi Settentrionali Salisburghesi (sezione n. 24)
  - Monti dello Stein
  - Alpi scistose salisburghesi
  - Alpi di Berchtesgaden
  - Monti di Tennen
- Alpi del Salzkammergut e dell'Alta Austria (sezione n. 25)
  - Monti del Dachstein
  - Monti del Salzkammergut
  - Monti Totes
  - Prealpi dell'Alta Austria
- Alpi Settentrionali di Stiria (sezione n. 26)
  - Alpi dell'Ennstal
  - Alpi Nord-orientali di Stiria
- Alpi della Bassa Austria (sezione n. 27)
  - Alpi di Türnitz
  - Alpi dell'Ybbstal
  - Prealpi Orientali della Bassa Austria
- Alpi Carniche e della Gail (sezione n. 33)
  - Alpi Carniche
  - Alpi della Gail
- Alpi di Carinzia e di Slovenia (sezione n. 35)
  - Caravanche
  - Alpi di Kamnik e della Savinja
- Prealpi Slovene (sezione n. 36)
  - Prealpi Slovene nord-orientali.

La SOIUSA tenta così una mediazione tra la Partizione delle Alpi e la classificazione del Club alpino tedesco-austriaco mantenendo da una parte il concetto di sezione alpina della Partizione e avvicinandosi moltissimo ai massicci individuati dal Club alpino tedesco-austriaco nelle sottosezioni individuate.